# Анет Шварц
Анет Шварц (на английски: Annette Schwarz) е артистичен псевдоним на германската порнографска актриса и режисьор Анет Шьонлауб (на немски: Annette Schönlaub), родена на 26 март 1984 г.
Шварц е сред 12-те порноактриси, попаднали в т. нар. „Мръснишка дузина на порното“, публикувана от списание Пентхаус.

## Награди и номинации
Носителка на индивидуални награди
- 2008: XRCO награда за супермръсница.[4][5]
- 2008: Adam Film World награда за изпълнителка на годината.[6]

Носителка на награди за изпълнение на сцена
- 2008: AVN награда за най-добра групова секс сцена.[4]
- 2008: AVN награда за най-добра орална секс сцена.[4]
- 2009: AVN награда за най-добра орална секс сцена – „Чукане в лицето 3“.[7]

Номинации за индивидуални награди
- 2006: Номинация за CAVR награда за звездица на годината.[8]
- 2007: Номинация за XRCO награда за супермръсница.[4][9]
- 2007: Номинация за XRCO награда за оргазмен оралист.[4][9]
- 2007: Финалистка за F.A.M.E. награда за любима анална звезда.[10]
- 2007: Финалистка за F.A.M.E. награда за любима жена новобранец.[10]
- 2007: Номинация за CAVR награда за звезда на годината.[11]
- 2007: Номинация за NightMoves награда за най-добра нова звезда.[12]
- 2008: Номинация за AVN награда за жена изпълнител на годината.[4][13]
- 2008: Номинация за XRCO награда за анален оргазъм.[4]
- 2009: Номинация за Hot d'Or награда за най-добра жена европейски изпълнител.[14]

Номинации за награди за изпълнение на сцена
- 2008: Номинация за AVN награда за най-добра POV секс сцена.[4][13]
- 2008: Номинация за AVN награда за най-добра секс сцена с двойно проникване.[4][13]
- 2008: Номинация за AVN награда за най-добра POV секс сцена – „Nice Fucking View“.[13]
- 2008: Номинация за AVN награда за най-добра секс сцена в чуждестранна продукция – заедно с Изабел Айс за изпълнението им на сцена със 17 мъже във филма „Rocco Animal Trainer 23“.[13]
- 2009: Номинация за AVN награда за най-добра секс сцена с двойно проникване – заедно с Тони Десерджо и Джон Стронг за изпълнение на сцена във филма „Блъскай го! В млада путка“.[15]
- 2009: Номинация за AVN награда за най-добра групова секс сцена – „Анет Шварц е уличница“ (с 10 мъже).[15]